# Hydraena puncticollis
Hydraena puncticollis är en skalbaggsart som beskrevs av Sharp 1882. Hydraena puncticollis ingår i släktet Hydraena och familjen vattenbrynsbaggar. Inga underarter finns listade i Catalogue of Life.